# Mazaharul Hoque Prodhan
Mazaharul Hoque Prodhan, auch Mazharul Haque Prodhan (* 1. Januar 1953), ist ein bangladeschischer Politiker. Er ist Mitglied der Awami-Liga.
Seit den Parlamentswahlen vom Dezember 2008 war er für die folgende Legislaturperiode Abgeordneter im Jatiya Sangsad, bei den Wahlen 2018 zog er erneut ins Parlament ein. Er vertritt den Wahlkreis Panchagarh-1.
Er schloss seine Schulausbildung mit einem Higher Secondary School Certificate (HSC) ab und ist beruflich im Bereich Unternehmen/Landwirtschaft tätig.